# Visione di Esdra
La Visione di Esdra è un apocrifo dell'Antico Testamento, pseudoepigrafo di Esdra (V secolo a.C.). Ci è pervenuto in una versione latina dell'XI secolo d.C., forse su un prototesto greco perduto del IV-VI secolo d.C. Di origine cristiana, presenta richiami all'Apocalisse di Esdra e al Libro di Neemia.
Descrive un viaggio di Esdra in paradiso, dove vede l'incolumità dei giusti e il castigo dei peccatori.